# Integral de Wallis
Se llaman integrales de Wallis a un conjunto de integrales introducidas por Wallis, que conforman una sucesión de integrales. El término n-ésimo de la sucesión de integrales de Wallis viene dado por:

{\displaystyle w_{n}=\int _{0}^{\frac {\pi }{2}}\sin ^{n}x\,dx=\int _{0}^{\frac {\pi }{2}}\cos ^{n}x\,dx.}

La igualdad anterior se obtiene cambiando de variable en la integral, {\displaystyle y={\frac {\pi }{2}}-x} y luego renombrando {\displaystyle y\ } en {\displaystyle x\ }.

## Propiedades elementales
Los términos {\displaystyle \scriptstyle w_{n}} son positivos no nulos porque las funciones {\displaystyle \scriptstyle f_{n}(x)=x\mapsto \sin ^{n}x} lo son sobre el intervalo {\displaystyle \scriptstyle \left]0;{\frac {\pi }{2}}\right]} . La sucesión es estrictamente decreciente porque sobre  {\displaystyle \scriptstyle \left]0;{\frac {\pi }{2}}\right[}, sen x pertenece a ]0; 1[ y para todo número real r en ]0; 1[ la sucesión {\displaystyle n\mapsto r^{n}} decrece estrictamente. Otro modo de ver es calcular la diferencia:

{\displaystyle w_{n+1}-w_{n}=\int _{0}^{\frac {\pi }{2}}\sin ^{n+1}x\,dx-\int _{0}^{\frac {\pi }{2}}\sin ^{n}x\,dx}{\displaystyle =\int _{0}^{\frac {\pi }{2}}(\sin ^{n+1}x-\sin ^{n}x)\,dx}{\displaystyle =\int _{0}^{\frac {\pi }{2}}\sin ^{n}x(\sin x-1)\,dx<0}

porque sobre {\displaystyle \scriptstyle \left]0;{\frac {\pi }{2}}\right[,\ \sin ^{n}x>0,{\mbox{ y }}\sin x-1<0} luego la integral de una función continua negativa no nula 
es negativa. La función {\displaystyle \scriptstyle f_{n}} tiende hacia 0 para todo x en {\displaystyle \scriptstyle \left[0;{\frac {\pi }{2}}\right[} cuando n tiende hacia el infinito, luego, trabajando sobre el intervalo compacto {\displaystyle \scriptstyle \left[0;{\frac {\pi }{2}}\right]}:

{\displaystyle \lim _{n\rightarrow +\infty }w_{n}=\lim _{n\rightarrow +\infty }\int _{0}^{\frac {\pi }{2}}f_{n}(x)\,dx=\int _{0}^{\frac {\pi }{2}}\lim _{n\rightarrow +\infty }f_{n}(x)\,dx}{\displaystyle =\int _{0}^{\frac {\pi }{2}}0\,dx=0}

## Formas explícitas de las integrales de Wallis
Los dos primeros términos de la sucesión se calculan directamente:

{\displaystyle w_{0}=\int _{0}^{\frac {\pi }{2}}dx={\frac {\pi }{2}}} y
{\displaystyle w_{1}=\int _{0}^{\frac {\pi }{2}}\sin x\,dx}{\displaystyle =[-\cos x]_{0}^{\frac {\pi }{2}}}{\displaystyle =-\cos {\frac {\pi }{2}}+\cos 0=1}

Los siguientes términos se calculan gracias a una relación de inducción que se va a obtener por integración por partes:

{\displaystyle w_{n+2}=\int _{0}^{\frac {\pi }{2}}\sin ^{n+2}x\,dx=\int _{0}^{\frac {\pi }{2}}\sin ^{n}x\cdot \sin ^{2}x\,dx=}
{\displaystyle \int _{0}^{\frac {\pi }{2}}\sin ^{n}x\cdot (1-\cos ^{2}x)\,dx=\int _{0}^{\frac {\pi }{2}}\sin ^{n}x\,dx-\int _{0}^{\frac {\pi }{2}}\sin ^{n}x\cdot \cos ^{2}x\,dx=w_{n}-u_{n}}

La integral {\displaystyle \scriptstyle u_{n}} se obtiene por integración por partes. Primero se integra {\displaystyle \scriptstyle \sin ^{n}x\cdot \cos x\ } en:

{\displaystyle {\frac {\sin ^{n+1}x}{n+1}}}

y se deriva {\displaystyle \scriptstyle \cos x} en {\displaystyle \scriptstyle -\sin x}:

{\displaystyle u_{n}=\left[{\frac {\sin ^{n+1}x}{n+1}}\cos x\right]_{0}^{\frac {\pi }{2}}-\int _{0}^{\frac {\pi }{2}}{\frac {\sin ^{n+1}x}{n+1}}(-\sin x)\,dx}
{\displaystyle =0+\int _{0}^{\frac {\pi }{2}}{\frac {\sin ^{n+2}x}{n+2}}\,dx={\frac {w_{n+2}}{n+1}}}

Por tanto tenemos:
{\displaystyle w_{n+2}=w_{n}-{\frac {w_{n+2}}{n+1}}} lo que equivale a {\displaystyle (n+1)w_{n+2}=(n+1)w_{n}-w_{n+2}\ } es decir {\displaystyle (n+2)w_{n+2}=(n+1)w_{n}\ } luego 
{\displaystyle w_{n+2}={\frac {n+1}{n+2}}w_{n}} lo que se escribe también {\displaystyle {\color {blue}w_{n}={\frac {n-1}{n}}w_{n-2}}} 
Esta relación permite expresar los términos de rango impar en función de {\displaystyle u_{1}\ } y los de rango par en función de {\displaystyle u_{0}\ }. En concreto: 
Para n impar: {\displaystyle n=2k+1\,} y  {\displaystyle w_{n}={\frac {(n-1)(n-3)...4\times 2}{n(n-2)...3\times 1}}w_{1}}
{\displaystyle ={\frac {(n-1){\color {red}^{2}}(n-3){\color {red}^{2}}...4{\color {red}^{2}}\times 2{\color {red}^{2}}}{n{\color {red}(n-1)}(n-2){\color {red}(n-3)}...3\times {\color {red}2\times }1}}}
{\displaystyle ={\frac {{\color {red}(}(2k)(2k-2)...4\times 2{\color {red})^{2}}}{n!}}}
{\displaystyle ={\frac {(({\color {OliveGreen}2}k)({\color {OliveGreen}2}(k-1))...({\color {OliveGreen}2}\times 2)({\color {OliveGreen}2}\times 1))^{2}}{n!}}}
{\displaystyle ={\frac {({\color {OliveGreen}2^{k}}\times k!)^{2}}{n!}}}
{\displaystyle ={\frac {2^{2k}\left(k!\right)^{2}}{n!}}}
{\displaystyle ={\frac {2^{n-1}{\left({\frac {n-1}{2}}\right)!}^{2}}{n!}}} porque {\displaystyle k={\frac {n-1}{2}}}; donde n! y k! son las factoriales de n y k.
Para n par se procede de la misma manera, salvo que los factores pares aparecen en el denominador; se multiplica el numerador y el denominador por el denominador para hacer aparecer la factorial n! arriba y las potencias de 2 abajo: sin detallar tanto como anteriormente, tenemos: 
{\displaystyle w_{n}={\frac {(n-1)(n-3)...3\times 1}{n(n-2)...4\times 2}}w_{0}}
{\displaystyle ={\frac {n(n-1)(n-2)...3\times 2}{(n(n-2)...4\times 2)^{2}}}\cdot {\frac {\pi }{2}}}
{\displaystyle ={\frac {n!}{\left(2^{\frac {n}{2}}\left({\frac {n}{2}}\right)!\right)^{2}}}\cdot {\frac {\pi }{2}}}
{\displaystyle ={\frac {n!\pi }{2^{n+1}{\left({\frac {n}{2}}\right)!}^{2}}}}

## Aplicación a la fórmula de Stirling
La aplicación más notable de las integrales de Wallis es el cálculo de la constante que aparece en la fórmula de Stirling. Se procede así: 
Como ya se ha visto, la sucesión {\displaystyle \left(w_{n}\right)}  es decreciente, y {\displaystyle \lim _{n\rightarrow +\infty }{\frac {w_{n+2}}{w_{n}}}=\lim _{n\rightarrow +\infty }{\frac {n+1}{n+2}}=1}.
Luego {\displaystyle w_{n+2}<w_{n+1}<w_{n}\,}{\displaystyle \Longrightarrow {\frac {w_{n+2}}{w_{n}}}<{\frac {w_{n+1}}{w_{n}}}<1} lo que da {\displaystyle \lim _{n\rightarrow +\infty }{\frac {w_{n+1}}{w_{n}}}=1} es decir {\displaystyle w_{n+1}\sim w_{n}\,}

Tomando n par, tenemos 
 pues n+1 es impar. 
 
Al multiplicar las fracciones se simplifican: {\displaystyle w_{n}\cdot w_{n+1}={\frac {n!\pi }{2^{n+1}}}\cdot {\frac {2^{n}}{(n+1)!}}={\frac {\pi }{2(n+1)}}\sim {\frac {\pi }{2n}}} luego {\displaystyle w_{n}^{2}\sim {\frac {\pi }{2n}}}  y sacando la raíz: {\displaystyle w_{n}\sim {\sqrt {\frac {\pi }{2n}}}}
Ahora introduzcamos en {\displaystyle w_{n}\ } la equivalencia {\displaystyle n!\sim _{{}_{+\infty }}\,C{\sqrt {n}}\ n^{n}e^{-n}}.  
{\displaystyle =\ {\frac {{\sqrt {n}}\ \pi }{nC}}={\frac {\pi }{{\sqrt {n}}C}}}.
Comparando con el último equivalente de {\displaystyle w_{n}\ }, se obtiene: {\displaystyle w_{n}\sim {\sqrt {\frac {\pi }{2n}}}\sim {\frac {\pi }{{\sqrt {n}}C}}} luego {\displaystyle {\sqrt {\frac {\pi }{2}}}={\frac {\pi }{C}}} y finalmente: {\displaystyle C=\pi \ {\sqrt {\frac {2}{\pi }}}={\sqrt {2\pi }}}.